# Ba-Muaka Simakala
Ba-Muaka Chance Simakala (* 28. Januar 1997 in Eschweiler) ist ein deutsch-kongolesischer Fußballspieler. Er steht beim Araz-Naxçıvan PFK unter Vertrag.

## Karriere

### Verein
Simakala begann beim VfB 08 Aachen mit dem Fußballspielen und wechselte später in die Jugendabteilung von Alemannia Aachen. 2011 wechselte er in das Nachwuchsleistungszentrum von Borussia Mönchengladbach und spielte ab 2015 für die zweite Mannschaft, für die er in der Regionalliga West zum Einsatz kam. In der Saison 2016/17 gehörte er zwischenzeitlich dem Kader der ersten Mannschaft von Borussia Mönchengladbach an, für die er am 21. Januar 2017 (17. Spieltag) beim 0:0 im Bundesligaauswärtsspiel gegen den SV Darmstadt 98 mit Einwechslung für Raffael in der 80. Minute unter Trainer Dieter Hecking debütierte. Im Sommer 2018 folgte dann der Wechsel in die Niederlande zu Roda JC Kerkrade. Zur Winterpause 2019/20 ging er dann für sechs Monate zur SV Elversberg in die Regionalliga Südwest, wo er wegen des vorzeitigen Saisonabbruchs nur drei Ligaspiele absolvierte. Die Spielzeit 2020/21 verbrachte er beim SV Rödinghausen in der Regionalliga West.
Zur Saison 2021/22 wechselte Simakala zum VfL Osnabrück in die 3. Liga und wurde mit einem bis 2023 laufenden Vertrag ausgestattet. Am Ende der Saison 2022/23 stieg er mit dem VfL in die 2. Bundesliga auf, in dieser Spielzeit war er mit 19 Toren bester Torschütze des Vereins und zweitbester der Liga hinter Ahmet Arslan (25 Tore). In den beiden Saisons in Osnabrück stand Simakala bei insgesamt 68 Liga-Pflichtspielen auf dem Platz und schoss 27 Tore.
Nach dem Vertragsende im Sommer 2023 schloss sich Simakala dem Zweitligisten Holstein Kiel an. Dort unterzeichnete er einen Vertrag über zwei Jahre mit einem weiteren Jahr Option. Im Januar 2024 wurde er ligaintern bis zum Saisonende an den 1. FC Kaiserslautern ausgeliehen.
Die in die Bundesliga aufgestiegene KSV Holstein plante nach dem Leihende nicht mehr mit Simakala. Zu Beginn der Saison 2024/25 verpflichtete ihn erneut der wieder in die 3. Liga abgestiegene VfL Osnabrück. Im Sommer 2025 wechselte er zum Araz-Naxçıvan PFK.

### Nationalmannschaft
Simakala hatte im Jahr 2014 zwei Einsätze für die deutsche U-18-Nationalmannschaft in Freundschaftsspielen gegen die U-18 der Niederlande (4:0) und der Türkei (1:1).

## Erfolge
- Aufstieg in die 2. Bundesliga: 2023